# Cacia celebensis
Cacia celebensis là một loài bọ cánh cứng trong họ Cerambycidae.